# Pouru-aux-Bois
Pouru-aux-Bois è un comune francese di 289 abitanti situato nel dipartimento delle Ardenne nella regione del Grand Est.

## Società

### Evoluzione demografica
Abitanti censiti